# Coto Brus (tổng)
Coto Brus là một tổng trong tỉnh Puntarenas, Costa Rica. Tổng này có diện tích 933,91 km², dân số năm 2008 là 47247 người..